# Charles Crocker

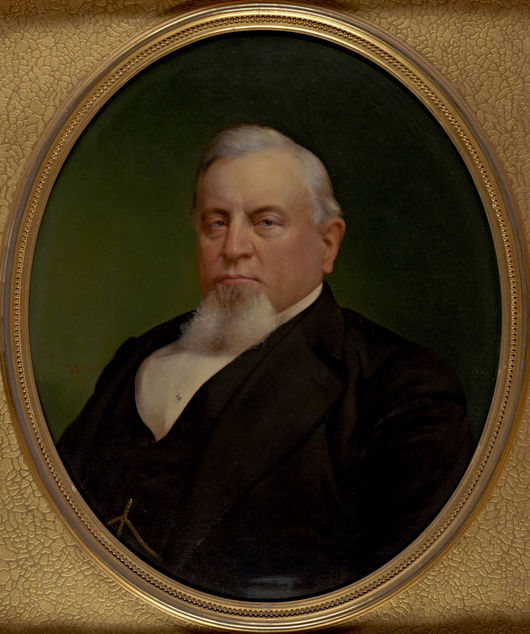
Charles Crocker, um 1872

Charles Crocker oder Chas Crocker (* 16. September 1822 in Troy, New York; † 14. August 1888 in Monterey, Kalifornien) war einer der Eisenbahn-Tycoone der Vereinigten Staaten. Er ist einer der Big Four („großen Vier“), zusammen mit Leland Stanford, Mark Hopkins und Collis P. Huntington, die mit dem Bau der Bahnstrecke der Central Pacific Railroad den westlichen Teil der ersten transkontinentalen Bahnverbindung in den USA errichteten.

## Leben
Charles Crocker wurde 1822 in New York geboren. Seine Familie zog in den Westen, als er 14 Jahre alt war. In Indiana erwarben sie eine Farm.
Crocker wurde bald unabhängig, arbeitete in mehreren Betrieben, in einem Sägewerk und in einer Schmiede. Im Alter von 23 Jahren, im Jahr 1845, gründete er eine kleine, unabhängige Eisenschmiede. Als Startkapital verwendete er das Geld aus den Erträgen der Farm seiner Eltern.

## Gründung der Central Pacific Railroad
Im Jahre 1861 hörte er eine faszinierende Präsentation von Theodore Judah. Zusammen mit Mark Hopkins, Collis P. Huntington und Leland Stanford gründete er die Central Pacific Railroad, welche den westlichen Teil der ersten transkontinentalen Eisenbahn in Nordamerika bilden sollte. Seine Position im Unternehmen war die des Bauleiters und Präsidenten der Charles Crocker & Co., einer Tochtergesellschaft der Central Pacific, welche speziell als Baugesellschaft gegründet wurde. Im Jahre 1868, während die Central Pacific Railroad noch im Bau war, übernahmen Crocker und seine drei Mitgesellschafter auch die Kontrolle der Southern Pacific Railroad. Zum Gedenken an die zweite transkontinentale Eisenbahn in den Vereinigten Staaten wurde 1881 in Deming, New Mexico, wo die Southern Pacific Railroad und die Topeka und Santa Fe Railway zusammentreffen, ein silberner Nagel in die Schiene getrieben. Die Stadt Deming wurde nach Crockers Frau, Mary Ann Deming benannt.

## Familie
Charles Crocker war mit Mary Ann Deming verheiratet. Aus dieser Ehe stammen die Kinder William Henry Crocker, George Crocker, Harriet Crocker, und Charles Frederick Crocker. Sein älterer Bruder Edwin B. Crocker war Anwalt in der Zeit, als Crocker in Eisenbahnen investiert hatte. Im Jahre 1864 bat Charles seinen Bruder Edwin, als Rechtsberater für ihn in bei der Central Pacific Railroad zu arbeiten.
1886 wurde Crocker bei einem Wagenunfall in New York City schwer verletzt, von welchem er sich nie vollständig erholte. Zwei Jahre später verstarb er. Er wurde in einem Mausoleum an der „Millionaires Row“ auf dem Mountain View Friedhof in Oakland, Kalifornien beigesetzt. Das massive Granitmonument wurde vom New Yorker Architekten A. Page Brown konzipiert, der später das San Francisco Ferry Building entwarf.
Charles Crockers Vermögen wurde 1888 zwischen 300 und 400 Millionen USD geschätzt.